# Wellford (Caroline du Sud)
Wellford est une ville située dans le comté de Spartanburg, dans l’État de Caroline du Sud, aux États-Unis. Lors du recensement de 2020, elle comptait 3 293 habitants.